# Steffen Haas
Steffen Haas (* 18. März 1988 in Karlsruhe) ist ein deutscher Fußballspieler.

## Karriere

### Verein
Bereits mit 18 Jahren stand Haas in der Saison 2005/06 in der Startelf des damaligen Regionalligisten TSG 1899 Hoffenheim und spielte in der Hinrunde der Saison 2006/07 in zwölf von zwanzig Partien. In der Rückrunde wurde der mehrfache Juniorennationalspieler durch Verletzungen ausgebremst. Am Saisonende stieg er mit Hoffenheim in die 2. Bundesliga auf und kam dort zu neun Einsätzen.
Zur Saison 2008/09 wurde Haas an Kickers Offenbach in die neu gegründete Dritte Liga ausgeliehen, wo er sofort Stammspieler wurde und in seiner ersten Saison 35-mal in der Startelf stand. Zum Saisonende zog der OFC seine Kaufoption und band Haas mit einem Vertrag bis zum 30. Juni 2011 dauerhaft an sich. In der Saison 2009/10 verteidigte er seinen Stammplatz und spielte in der 3. Liga 30-mal, wobei ihm fünf Tore gelangen. Nachdem die Offenbacher Kickers im Januar 2010 den bisherigen Cheftrainer Steffen Menze beurlaubten und mit dem ehemaligen Bundesligatrainer Wolfgang Wolf ersetzen, wurde Haas mit 21 Jahren der zweitjüngste Kapitän der Offenbacher Vereinsgeschichte. In der Spielzeit 2010/11 kam Haas auf 29 Einsätze (zwei Tore) und erzielte beim DFB-Pokalsieg gegen den VfL Bochum das 2:0.
Zur Spielzeit 2011/12 unterschrieb er einen Zweijahresvertrag beim Karlsruher SC. Mit dem KSC schaffte Haas den erneuten Aufstieg in die 2. Bundesliga. Allerdings verlor er mehr und mehr seine Position im Kader. In der Winterpause 2013/14 entschloss er sich daher den Verein zu verlassen und verständigte sich mit dem Management auf die Auflösung seines Vertrages. Bis zum Sommer 2014 schloss sich Haas daraufhin dem SV Wehen Wiesbaden aus der 3. Liga an. Dort wurde sein Vertrag anschließend nicht verlängert.
Während der Saison 2014/15 verpflichtete ihn der Südwest-Regionalligist FC-Astoria Walldorf und Haas unterschrieb dort einen Vertrag bis 2018. Nach Ablauf diesem pausierte er zwei Jahre und seit 2020 ist er nun für wieder seinen Heimatverein SpVgg Durlach-Aue unterklassig aktiv.

### Nationalmannschaft
Steffen Haas kam in deutschen Junioren-Nationalmannschaften auf insgesamt sieben Einsätze. Zwei davon in der U-18, in der er gegen die Slowakei sein Debüt feierte, die übrigen fünf Spiele absolvierte Haas unter Trainer Frank Engel in der U-20-Nationalmannschaft.

## Sonstiges
Seit 2018 arbeitet Haas im Nachwuchsleistungszentrum von Eintracht Frankfurt und war dort u. a. für die Videoanalyse zuständig.